# 探偵オペラ ミルキィホームズの登場人物
探偵オペラ ミルキィホームズの登場人物（たんていオペラ ミルキィホームズのとうじょうじんぶつ）は、ブシロードのメディアミックスの企画である『Project MILKY HOLMES』の作品群に登場する架空のキャラクターの一覧。担当声優はゲーム版、アニメ版とも共通。

## 探偵

### ミルキィホームズ
ホームズ探偵学院の女生徒4人と、彼女たちを指揮する小林オペラにより構成されている探偵チーム。怪盗アルセーヌの怪盗帝国結成宣言に伴い、IDOの通達によって試験的に結成された。「ミルキィ」と略されることもある。
小林 オペラ（こばやし オペラ）
声 - 森嶋秀太
2月10日生まれ
ゲーム版1作目の主人公。アニメ版のサブキャラクター。名前の由来は少年探偵団の小林芳雄から。
ミルキィホームズの担当官。おだやかで心やさしい青年で、探偵気質のもち主。はじめて出会った相手と会話をするのは苦手という弱点がある。
中学生ながら探偵として活躍し、難事件を次々と解決したことから「天才少年探偵」と謳われていた。鋭い洞察力はあるが、恋愛的な事柄に対しては発揮されなく、鈍感でもある。
変装術が巧みであり、女性に扮してコーデリアと会ったときは「大平 リンコ（おおひら リンコ）」と名のっていた（名前の「リンコ」は名字の「小林」を入れ替え、「林」を音読みにしたもの）。
5年前、ナゾの怪盗「L」とのたたかいにより、トイズを消失している。トイズを失ってからは探偵を廃業していたが、それ以降も数々の事件を解決している。のちに「ホームズ探偵学院」の生徒会長に招聘され、19歳にして「ミルキィホームズ」の担当官となる。以降は学院の旧校舎の一室を与えられ、そこを事務所としている。なお、学院にくる前は住む場所にも困るような生活をしていた。
トイズを失ったことで自分が探偵でなくなったと思い込み、探偵扱いされることを忌避していたが、正義感と探偵としての気質は失っておらず、事件に直面すると頭脳を働かせて推理したりする。ミルキィホームズの4人と出会うことにより少しずつ変わっていき、最終的にかつての気持ちを思いだす。
ミルキィホームズの4人のことは名前で呼んでおり、「G4」の小衣は「小衣ちゃん」、ほかの3名は名前のあとに「君」をつけて呼んでいる。
森脇版アニメでは、すでに教官の立場を退いた時点から開始しているため、「ミルキィホームズ育ての親」として名前と写真だけが登場する。『ふたりはミルキィホームズ』では最終回のみの登場。『探偵歌劇ミルキィホームズ TD』では第8話に少しだけ登場。テレビアニメ最終作である『探偵オペラミルキィホームズ サイコの挨拶』にてミルキィホームズが学院を卒業したがっていると勘違いしたアンリエットにサプライズの卒業お祝いの目的で過去に登場した沢山の登場人物と共に呼び出されたが、勘違いだとわかり、アンリエットに帰るよう告げられ、説明を求めたが問答無用で帰るよう言われた。
エラリー 姫百合（エラリー ひめゆり）
声 - 高森奈津美
15歳の少女。4月16日生まれ
ゲーム版2作目の主人公。アニメ版のサブキャラクター。名前の由来はエラリー・クイーンから。
元々は警察学校に通う捜査官でG4の研修員であったが、とある事件で怪盗を追っている際にトイズが発現。「トイズを所持していること」を理由に警察学校から「ホームズ探偵学院」へと転入を余儀なくされ、そこで生徒会長代理であるジョセフィーヌ・ミステールから「ミルキィホームズ」の指揮官に任命される。
なお、学院内においてはミルキィホームズの指揮官という立場から、新設された指揮クラスへ配属。ミルキィホームズの4人とは別のクラスとなっている。
まじめな性格で、本来は警察官志望だったこともあり、敬礼を伴う堅い挨拶をする。しかし、その能力は研修員時代の上司である神津も認めており、一度事件となれば優れた行動力・判断力・分析力、そして、ミルキィホームズをまとめあげる統率力を駆使して事件の解決へと挑む。
アニメでは『ふたりはミルキィホームズ』の第8話で初登場しており、自分をみつけるために旅をしている。テレビアニメ最終作である『探偵オペラミルキィホームズ サイコの挨拶』にて、小林オペラと共にアンリエットに呼び出されながらも一方的に帰らせられ、「遠くから来たんですけど」と恨み節を述べた。
トイズ：「強制発動（インダクション）」
他者のトイズを強制的に発動させる効果があるが、自身の意思で発動することができない。実質上、トイズが使えない状態にあるため、探偵としての自分のありかたに思い悩むことも多い。
シャーロック・シェリンフォード
声 - 三森すずこ
15歳 141cm 32kg AB型 3月31日生まれ
ゲーム版のメインヒロイン。アニメ版のメイン主人公。通称は「シャロ」。名前の由来はシャーロック・ホームズと、アーサー・コナン・ドイルが主人公に「シャーロック・ホームズ」という名前をつける前に考えていた仮の名である「シェリンフォード」から。
ミルキィホームズの名付け親。ホームズ探偵学院の生徒であり、探偵活動時には、フリルのついたピンク色のインバネスコート風のワンピースを着ている。後ろでリング状になっている髪とリボンが特徴的。このリボンはカチューシャのような装飾目的のもので、探偵活動時の服装の際はつけていない。
明るく元気でまっすぐな、それでいて、やや天然気味な性格で、ムードメーカーのような存在。ミルキィホームズの中心となるリーダー的存在のはずだが、リーダーシップが発揮されることはほとんどない。
会話では基本的に敬語を使うが、ネロとの会話では本人の希望でタメ口になり、またこれも本人の希望により、ネロのことは呼び捨てで呼んでいる。
趣味はカメラで、写真好きであることが語られている。好物はカマボコ。絶叫系の乗りものは平気だが、お化けは苦手。
原因は不明だが、ゲーム本編より3年前以前の記憶を失っている。そのことは自身を苦しめるナゾとなっており、自分のようにナゾに苦しむ人を助けようと探偵をめざしている。記憶を失っているため、小林の名を知らなかった（小林のことは「先生」と呼ぶ）。アニメでは『サイコの挨拶』で記憶喪失の設定が明かされた。
アニメでは探偵に対する熱意や仲間を大事にする心をもち合わせていることが強調されており、リーダーらしい活躍もみられる。また、髪のリングがフリスビー状に分離することもある。
第1期11話以降、中華料理店でアルバイトをしている場面がある。
ニンテンドー3DSソフト『カードファイト!! ヴァンガード ライド トゥ ビクトリー!!』では2周目以降隠しキャラクターの1人として登場。「ロイヤルパラディン」デッキを使う。
トイズ：「念力（サイコキネシス）」
視界に入っている物体を意思の力だけで動かす。ただし軽いもの（1kg程度）しか動かせないことから、力が劣っていると自覚しており、力が弱いことにコンプレックスを抱いている。一方で、無意識に雷を落としたり、火事場の馬鹿力で人一人を浮かすほどの力を発揮するなど、トイズの潜在能力の高さが窺える。
アニメ第1期の最終話にて、アルセーヌとの戦いの際、バリアを張ったり光線を発射する力をみせている。
譲崎 ネロ（ゆずりざき ネロ）
声 - 徳井青空
15歳 151cm 42kg O型 8月28日生まれ
ゲーム版のヒロインの一人。アニメ版の主人公の一人。一人称はボク。名前の由来はネロ・ウルフから。
ミルキィホームズのメンバー。服の色は黄で、胸のリボンには包装された玉状の飴が模られている。ショートカットでボーイッシュな容姿をしており、探偵活動時の服装も一人だけサロペットを着用しており、フリルもついていない。
クールな性格だが、自分の気持ちや欲望・食欲に忠実で、思ったこともすぐ口にするため頻繁にトラブルの種になる。やや小悪魔的な一面があり、たびたび小林をからかっている。
自分があまり女の子らしくないことに自覚はあるが、女の子らしい一面も持っている。また、舌をだす癖がある。好物は菓子。
トイズを所持していたものの、当初は探偵に興味を示さなかった。また、その力により人間不信になっており、エリーと出会った当初も彼女を信用せず、冷たくあたっていた。しかし、トイズの力でエリーの心に触れたことをきっかけに自分の心も開くようになり、ついにはエリーと友だちとなる。そして「おもしろそうだから」「エリーがいるから」という理由で「ホームズ探偵学院」への入学を決意する。
元々人間にあまり興味がない性格のため、交友関係は狭い。有名人である小林のことも知らなかった。学院に通う前は木々に囲まれた小屋で猫とともに生活していた。
探偵になってお金を稼いで、動物のための国をつくるのが夢。『サイコの挨拶』で「動物と会話ができる」という忘れられた設定が活かされた。
小林のことは呼び捨てで呼ぶ。
アニメでは、探偵活動時以外でも別の帽子をかぶっており、例外は就寝時のみ。クールな性格などはみられず、毒舌で思ったことをすぐに口に出す一面が強く描かれている。また、やや男勝りとなっている反面、私服はワンピースやミニスカートなど、少女らしいものとなっている。
ラットとの絡みが多く、第2期第7話や第10話で敵の攻撃でダウンした際に、彼に駆け寄って心配するといった行動をとっている。
自分の気持ちや欲望に忠実な面が強化されており、自己中心的で良識に欠けた行動が多い。自分だけ、アルバイトをせず、エリーとシャロのバイト料を投資に使用し、エリーが貰ったチェリー画伯の描いた絵をほしがる老人から大金を巻きあげ、さらに高級寿司を要求したり、第6話で車内販売用の駅弁を盗み食いするといった行動をしている。
『探偵歌劇 ミルキィホームズ TD』の第2話において怪獣映画のファンであることがわかり、第7話ではポエミィに憑りつかれている。
3DSソフト『カードファイト!! ヴァンガード ライド トゥ ビクトリー!!』では2周目以降隠しキャラクターの1人として登場。「かげろう」デッキを使う。
トイズ：「電子機器からの情報取得・制御（ダイレクトハック）」
詳しくは微弱な電流を感じ取る力らしく、電子機器の電流以外に生体電流も読める。素手でも電子機器の電流を読むことはできるが、強く読むためにはなんらかの金属を介する必要があるため、手首に金属のヘラを巻いている。
アニメ第1期の最終話にて、アルセーヌとの戦いでは、電子機器の構造そのものを変化させている。
エルキュール・バートン
声 - 佐々木未来
16歳 156cm 46kg AB型 10月21日生まれ
ゲーム版のヒロインの一人。アニメ版の主人公の一人。通称は「エリー」。名前の由来はエルキュール・ポアロから。
ミルキィホームズのメンバー。服の色は緑で、胸のリボンには十字が模られている。あまり人前で肌を晒すことを好まないため、スカートの丈が比較的に長い。
本が好きな読書家かつ知識も豊富だが、引っ込み思案のうえに恥ずかしがり屋で、声はか細くすぐ涙目になる。また、周囲の意見に流されることが多い。
元々は安楽椅子探偵にあこがれて、「ホームズ探偵学院」に入学した。
過去にトイズの使用により人を傷つけたことを後悔し、ふたたび傷つけることをおそれ、他人と打ちとけることができずにいた。入学から一か月後に偶然コーデリアと出会ってかかわりをもつが、そのなかで琴線に触れられたことで衝動的にトイズで彼女を傷つけるが、それでも彼女にうけ入れられ、はじめての友だちをもつ。以降は、無闇に他人を避けることはなくなり、衝動的にトイズを使用することもなくなった。
小林のことは「小林さん」と呼ぶ。
アニメでは、原作からの変化が4人のなかで最も少ない。ただ、声や一挙一動が妙に艶かしくなっている。そして、性的な知識が豊富であり、そういった場面ですぐ赤面する一面がある。
アニメ第2期では、チェリー画伯の絵のモデルのアルバイトをしたが、そのバイト代をネロによってさまざまな投資に利用されている。
3DSソフト『カードファイト!! ヴァンガード ライド トゥ ビクトリー!!』では2周目以降隠しキャラクターの1人として登場。「ダークイレギュラーズ」デッキを使う。
トイズ：「怪力・重量増加・硬化（トライアセンド）」
怪力は鍵のかかったドアなどでもたやすく壊せるほどの力を発揮し、硬化は真剣による斬撃すら通さなくなり、重量増加は鉄筋コンクリートの床を突きやぶるほどの重さになる。ただし、主となるのは怪力であり、重量増加と硬化はあくまで怪力の副作用である。
アニメ第1期の最終話にて、アルセーヌとの戦いでは、他の3人と違って自身のトイズの範疇を超えていない。
コーデリア・グラウカ
声 - 橘田いずみ
17歳 161cm 47kg O型 12月19日生まれ
ゲーム版のヒロインの一人。アニメ版の主人公の一人。名前の由来はコーデリア・グレイから。
ミルキィホームズのメンバー。服の色は青（水色に近い）で、胸のリボンには花が模られている。普段は髪をツインテールのように束ねているが、探偵活動時の服装の時や寝る際にはおろしている。
しっかり者ではあるが、短気かつ早とちりしやすいため、それらが高じて暴走することもしばしば。4人のなかでは最年長で、年長の気概から、メンバーをまとめることに腐心している。
心配性で他人を放っておけないところがあり、過剰なほど他人に干渉することがある。そのため、当初ネロとは仲が悪くケンカばかりしていたが、のちにシャロの一件を経て関係は改善されている。
好きな物は紅茶で、趣味は掃除。
初対面の時のこともあり、小林のことは何かと気にかけている。また、小林のことは「教官」と呼ぶ。じつは14歳のころに当時15歳の小林と出会っているが、その際は小林が女装しており、出会ったことに気づいたのは後になってからである。
アニメでは妄想癖があり、メンバーをまとめることのプレッシャーからすぐに「ミルキィホームズの4人はとても仲よし」という妄想にトリップする。妄想に酔いはじめると現実に帰ってこなくなることも多い。また、極度の暗所恐怖症でもある。
3DSソフト『カードファイト!! ヴァンガード ライド トゥ ビクトリー!!』では2周目以降隠しキャラクターの1人として登場。「ネオネクタール」デッキを使う。
トイズ：「五感強化（ハイパーセンシティブ ）」
視覚を強化することで僅かな光で暗闇の中でも目が利くようになったり、聴覚を強化することで鍵のかかった部屋の状況を風の音からある程度把握できるなど汎用性の高いトイズだが、感覚が鋭くなるがゆえのリスクも存在する（たとえば、視覚を強化した場合、常人なら問題のない量の光でも眩し過ぎるほどに感じるなど）。五感全てを強化できるかは不明だが、『探偵オペラ ミルキィホームズ 〜overture〜』では視覚のみを強化しており、何を強化するかのコントロールは可能ではあるが、同時に2つ以上の五感を強化することは不可能。
一見、戦闘には不向きのトイズだが、コーデリア本人はイシカワチョウにある道場に通って格闘技の稽古を続けており、接近戦を中心とする格闘術に優れている。身体能力も高く、この格闘術と併せて戦闘に転用することが可能となっている。
アニメ第1期の最終話にて、アルセーヌとの戦いでは、一種の未来予知のような力を発揮している。

### ミルキィホームズ フェザーズ
『ふたりはミルキィホームズ』より登場。「ミルキィホームズ」にあこがれている2人で結成している。2人とも探偵ライセンスがなく、フェザーズの正体も秘密にしている。
常盤 カズミ（ときわ カズミ）
声 - 愛美
11月20日生まれ
『ふたりはミルキィホームズ』の主人公で、12歳の少女。短い黒髪が特徴。「ホームズ探偵事務学園」の指揮クラスに通う中等部1年生。
強気な性格かつ探偵意識が強いため、「ミルキィホームズ」みたいな探偵になろうと努力しているが、細かいことは苦手。
アリスとは幼なじみであるため、彼女と行動をともにすることが多い。
第4話にて、非公開になっているミルキィホームズにトイズを失っていた時期（森脇版アニメ第1期と第2期のできごと）を知ることになる。
『TD』では第1話にして『ふたりはミルキィホームズ』で一時期怪盗をやっていた経緯でシャロの適当な推理によって逮捕され、真犯人は見つかるものの、存在を忘れられてしまい第2話まで刑務所で服役する。『アルセーヌ 華麗なる欲望』『サイコの挨拶』ではさらに扱いが酷くなり、アルセーヌには名前も憶えられておらず怪盗帝国にあっさりとボコボコにされる。
トイズ：「アロー」
光の弓で敵を貫く。また、アリスのトイズ「バウンド」と合わせることで加速させることができる。
明神川 アリス（みょうじんがわ アリス）
声 - 伊藤彩沙
6月3日生まれ
『ふたりはミルキィホームズ』のもう一人の主人公で、12歳の少女。長い銀髪が特徴。カズミとはちがう探偵学園に通う1年生。
天然的でおとなしい性格。家庭的でもあり、家事や料理が得意。
カズミとは幼なじみであるため、彼女と行動をともにすることが多い。
明神川シオンは兄にあたる。
トイズ：「バウンド」
光の楯で攻撃を跳ね返す。進路をふさいだり、並べて道をつくったりと、汎用性は高い。盾の裏側ははじき出す能力があるため、これによりカズミのトイズ「アロー」の攻撃力を強化している。

### ホームズ探偵学院の関係者
来栖 ソニア（くりす ソニア）
声 - 片岡あづさ
アニメ『探偵オペラ ミルキィホームズ』の第9話から登場。「来栖」はエンディングクレジットで表記されたもので、アニメ本編中では「ソニア」とだけ呼称される。名前の由来はソニア・クリスチノフから。
ホームズ探偵学院の生徒であり、シャロたちの後輩。シャロたちのトイズを復活させようと事件を起こす。
アンリエットの正体を知っており、第2期の第11話で彼女を説得する役回りで登場する。
トイズ：「念力（サイコキネシス）」
シャロと同系統。物体を意思の力だけで動かす。
ブー太（ブーた）
声 - 大畑伸太郎（イケメンブー太姿 - 小山力也）
アニメ『探偵オペラ ミルキィホームズ』の第2話から登場。「ブー太」はエンディングクレジットで表記されたもので、姓などは不明。
ホームズ探偵学院の生徒で、ラードが好きな肥満の男性。語尾は｢ブー｣。
よく「ミルキィホームズ」に根拠なく犯人扱いされており、そのたびに困惑しては憤怒している。
第1期・第2期ともに複数回にわたって登場しており、小衣のおっかけ用の法被を着用して登場したり、郵便配達などの活躍をしたりと、主にモブキャラクターとしての役割を果たしている。
第2期の終盤で、今までミルキィホームズたちからのひどい仕打ちに我慢の限界を超え、その怒りをミルキィホームズに向けるが、トイズが覚醒したミルキィホームズに返り討ちにされる。さらに、そこに駆けつけたアルセーヌによってラードの力が半減し、ミルキィホームズやラードの神によって怪盗のトイズを取り除かれ、元の姿に戻った。
取り込んだ怪盗のトイズ
以下は、森・アーティの策略で封印が解放された怪盗のトイズ。それらを偶然発見し、取り込んで巨大な力を手に入れる。
「ラード」のトイズ
油をあやつる。
第1形態
ミルキィホームズをたおすためにヨコハマすべてのラードを取り込んだことで、容姿がイケメン風になり、声や服装も変わった。この形態時はミルキィホームズから「怪盗アブラギッシュ」と呼ばれているが、自分は「神」と名のる。
第2形態
世界すべてのラードを取り込んだことで、羽が生えた筋肉質な巨人になった。
「ダメダメ」のトイズ
人間をダメにする。最もおそろしいとされる。この力でヨコハマの人々をダメダメな性格に変えた。

### その他の探偵
コロン
声 - 松岡由貴
アニメ第2期第5話のゲスト。
関西では30分以内に事件を解決する少女探偵。ロングコートを着ているので、よく変質者にまちがわれている。
ミルキィホームズを串カツとキャベツで臨時の助手にする。
じつは別人格である「ポー」が存在しており、コロンが抑圧された心が具現化されたもう1つの人格で、服を着るのが嫌いな変態の露出狂であった。
トイズ：「閃き」
別名「ひとりツッコミ」のトイズで、光るカミサンを出現させ、ハリセンでツッコミさせることにより推理する。
リリー・アドラー
声 - 阿澄佳奈
『ミルキィホームズ alternative』シリーズに登場。「アイリーン・ドアラー」とは姓が似ているが、別人である。元ネタはシャーロック・ホームズシリーズのアイリーン・アドラーで、本作のラストには彼女のひ孫であることが示唆されていた。
ロンドンの探偵学校に通う生徒。髪は三つ編みで眼鏡をかけている。
探偵をめざしているが、性格は気弱で抜けているところが目立ち、成績もあまり芳しくない。ひったくりに遭ったことをきっかけに小林オペラやミルキィホームズらと知り合う。祖母から贈られた絵画を盗まれて落胆するが、小林らの推理によって解決される。
トイズ：「液体凍結」
液体を瞬時に凍らせる能力。力が弱いため自分に自信がなかったがシャーロックの励ましもあり、水溜りを凍らせることで「キティ・エバンズ」の逮捕に貢献し、大鴉の卵のウイルスを凍らせてロンドンを救った。

## 怪盗

### 怪盗帝国
ミルキィホームズと敵対する怪盗の組織。少数ながらも、徒党を組むことが少ない怪盗には珍しい組織化された一団。女首領アルセーヌを頂点とし、その下にトゥエンティ、ストーンリバー、ラットといった男性のメンバーがいる。
各人物は名称に怪盗の名前が使われているほか、トランプのマークが1つずつ衣装に組み込まれている。 
アニメ第2期の2年後である『ふたりはミルキィホームズ』の時点では、ミルキィホームズに敗れたことで解散されたのかと噂されていたが、フェザーズとカラー・ザ・ファントムとの決戦に助太刀に出現している。『TD』では、アルセーヌやスリーカードともども健在となっている。

#### 上層部
アルセーヌ / アンリエット・ミステール
声 - 明坂聡美
17歳 164cm 51kg B型 2月27日生まれ
名前の由来はアルセーヌ・ルパンから。
「怪盗帝国」のリーダーである女怪盗。仮面を着け、露出度の高い衣装に身を包んだ巨乳の美女。ハート型のブローチを身につけている。
世界をナゾで包むことを理想としており、怪盗は探偵とともにナゾを彩る者と考えている。無闇に人を傷つけることを望まず、強盗のような怪盗のことは「人間として認めない」と酷評している。
表向きは「ホームズ探偵学院」の生徒会長「アンリエット・ミステール」として生活している。IDOの通達を直接うけるなど、学院で一番偉い存在であり、学院長ですら逆らえない立場にある。
上記の際は、柔らかい口調をしており、執事がいるお嬢さまという設定になっている。
学院の生徒会長と、怪盗帝国のリーダーのふたつの顔をもつ理由などナゾの多い人物だが、部下の「スリーカード」をまとめ、生徒会長時には「ミルキィホームズ」からも慕われているなど、高いカリスマ性をもつ。
元々は無名の怪盗であったが、怪盗帝国結成の声明により一躍有名な怪盗となる。
ゲーム版2作目では、冒頭でカリオストロに襲撃されて消息不明となり、彼女に怪盗帝国の首領の座を奪われている。さらには、カリオストロに腹部を殴られるという不意打ちをうける姿もみせている。
アニメではクールな性格だが、想定外の事態に動揺するなど、精神的に脆い一面もある。また、アンリエット時の声色などがアルセーヌ時に近い状態となっている。生徒会長としてミルキィホームズを厳しく扱うことが多いが、基本的には彼女たちを暖かく見守っており、ときには裏から手助けすることもある。
アニメ『探偵オペラ ミルキィホームズ 第2幕』では、トイズを使用できなくなったと同時に、ますますダメダメになっていくミルキィホームズに苛立ちを覚えていき、第7話での留置場に行かされたにもかかわらず怠惰な態度をとりヘラヘラしている4人に完全にキレてしまい、怪盗アルセーヌとしてホームズ探偵学院崩壊と廃校を決意し、ミルキィホームズも見限り、怪盗帝国の解散をも行い、学園を去る（ただし、一般生徒に対してのフォローは行っていた）。
『ふたりはミルキィホームズ』では経緯は不明なものの、ふたたび生徒会長の座にいる。また、第11話にスリーカードと共にアルセーヌとして登場。上の階を目指していたフェザーズに手を貸した。『TD』では、歌を盗む怪盗が出たことから、小衣が真っ先に怪盗帝国の仕業だと思っていた矢先に否定の電話を入れている。第6話で老人の姿でG4に変装したミルキィホームズに対して説教している。シャロは無意識で老人が彼女（アンリエット）だと気付いていた。第12話でスリーカードと共に登場し、ミルキィホームズと対決する。
トイズ：「幻惑」
アニメ劇中ではこのトイズで特定の物だけを不可視にするなどの使いかたを見せている。
アニメ『探偵オペラ ミルキィホームズ』の最終話では、幻惑を実体化させることが可能となり、あらゆるもの生みだす汎用性の高いトイズにパワーアップしている。
カリオストロ / ジョセフィーヌ・ミステール
声 - 真田アサミ
ゲーム版2作目から登場。ゲーム第2作におけるラスボスである。アニメ版には未登場。名前の由来はカリオストロ伯爵夫人に登場するジョゼフィーヌ・バルサモから。
アルセーヌの姉。
アルセーヌ不在の怪盗帝国に首領として君臨し、手にした怪盗は「怪盗Lの後継者として認められる」といわれている「Lの遺産」を狙って暗躍する。
表向きは「ジョセフィーヌ・ミステール」として、エラリー姫百合の「ホームズ探偵学院」転入時に生徒会長代理を務めており、その権限で姫百合を「ミルキィホームズ」の指揮官に任命する。
わがままでヒステリックな性格であり、特にユタカに対しては冷たくあたることが多い。
トイズ：「コピー」
触れた相手のトイズを使うことができる。ただし、コピーしたトイズは性能がオリジナルに比べて劣り、いちど使うと再度同じトイズを使うにはコピーし直さなければならない。また、ストック可能なトイズの数も4つ程度が限度であり、ひとりで複数のトイズを扱える利点がある反面、制約も多い。

#### 執事
怪盗L（かいとうえる） / 舘（たち）
声 - 石塚運昇
ゲーム版1作目に登場。アニメ版には未登場。
5年前に小林オペラとたたかった大怪盗。表向きは「舘」と名のり、怪盗帝国でアルセーヌの執事をしている。
ゲーム第1作におけるラスボスであり、小林オペラに絶望感を味わわせるために事件を裏からあやつっている黒幕。
続編のゲーム版2作目では、自分の遺した「Lの遺産」と呼ばれる3つの宝石（ブルーダイヤ、ブラックパール、クリスタルプラグ）が重要なキーアイテムとなる。
トイズ：「精神操作」
使った相手に命令できるようになる。一度かけられると解除は難しいが、単純な命令以外は時間がかかる。
ユタカ / ジャン
声 - 能登麻美子
アニメ版には未登場。
怪盗帝国の一員であり、首領であるアルセーヌの執事をしている小柄な少年。
目の色は緑で、髪は灰色のショートカットであり、頭頂部にはアホ毛を生えている。
フリルつきのシャツに上着のベストを着ており、星のマークとリボンつきのブーツを履いている。また、星のマークをあしらった通信機を頭部に装着し、首元にはリボンを巻いている。
臆病で苦労人気質な性格だが、かなりの常識人でもある。また、アルセーヌから相当気に入られており、自身も彼女のことを慕っている。
その正体は、怪盗Lにより人工的にトイズを植えつけられた孤児の「ジャン」であり、エラリー・姫百合と同様に怪盗Lによって記憶を封じられていたが、あるとき記憶を取り戻したことで、トイズを持つ者に対して復讐を決意している。
カリオストロに仕えていたのも、Lの遺産をすべて集めさせ、姫百合の記憶を取り戻させることが真の狙いであり、怪盗帝国をも利用していた存在でもある。
怪盗Lの遺産をすべて集めると、姫百合と自分のトイズを使役して世界からトイズを持つ者を抹殺しようとするが、カリオストロの暴走やアルセーヌの登場によって阻止される。最後は姫百合に「また会える」と伝え、アルセーヌらとともに逃走した。
トイズ：「拡張」
相手のトイズを強化することができる。味方のトイズを強化して戦力を上げたり、敵のトイズを強化して暴走させたりすることが可能。

#### スリーカード
アルセーヌに仕えている3人の怪盗によるチーム。
トゥエンティ / 二十里 海（にじゅうり かい）
声 - 岸尾だいすけ
22歳 174cm 57kg B型 7月7日生まれ
名前の由来は怪人二十面相から。
アルセーヌの一番の忠臣を自称している美形怪盗。怪盗帝国では「スリーカード」の筆頭とされている。ダイヤのマークが印されたシルクハットを被っている。
日本語と英語を混ぜた口調をしており、テンションが高い。ややナルシストな性格であり、アルセーヌに心酔している。
アニメでは「ホームズ探偵学院」に教師として潜入している。アルセーヌへの忠誠心以上に自分自身を愛するナルシストな性格と、意味もなく服を脱ぐ、乳首が伸びる、自分の絵柄の抱き枕に異常な執着を見せるなど、変態的な行動が強調されている。
授業自体は行なっているが、授業中にやたら自分を見ることを強要する言動や変態的な行動が多い。
第2期のエンディングに男性陣で一人だけ登場している。
トイズ：「変装」
トイズが戦闘向きではないため、トランプのカードを投げて武器などに使用している。
ストーンリバー / 石流 漱石（いしながれ そうせき）
声 - 寺島拓篤
24歳 176cm 63kg B型 11月4日生まれ
名前の由来は石川五右衛門から。
刀の扱いに長けたストイックな性格の怪盗。スペードのマークが印された服を着ている。
盗むことよりも探偵に武力で勝つことを上位の概念にしており、たとえ敵対する相手であっても「公正であること」に拘る怪盗帝国きっての武闘派だが、頭脳戦はそれほど得意ではない。
性格故か、感情表現に乏しくポーカーフェイス。
アニメでは「ホームズ探偵学院」に用務員兼食堂の料理長として潜入している。また、ゲームに比べて感情表現がはっきりしており、ほかのスリーカードやミルキィホームズに「暑苦しい」と鬱陶しがれる場面もある。ミルキィホームズに対して冷たい態度を示すが、面倒見がいいところもある。
コーデリアに冤罪をかけた際は滝に打たれて反省したり、投獄された際は反省会を朝までするなどストイックな面が多い。用務員としての掃除や洗濯に加え、生徒たちの朝食をつくるために早朝には脱獄したりなど、学校での仕事にも取り組んでいる。
アニメ第2期ではエルキュールとの絡みが多く、第5話にて彼女を変質者と誤解して日本刀片手に追い回すといった行動をしている。ミルキィホームズと対決以外の目的で接する際は彼女に話しかけることが多い。ホームズ探偵学院廃校および怪盗帝国解散後から再結成までの約4ヶ月の間は、バーテンダーの仕事をしていた。
トイズ：「人形化」
目を見た相手を人形に変えることができる。人形になった人間は日の光を浴びることで元に戻る。能力は自分自身にも有効で、鏡に映った自分にトイズを使ったりすると自分にもトイズがかかってしまう。
ラット / 根津 次郎（ねづ じろう）
声 - 下野紘
16歳 162cm 53kg B型 6月14日生まれ
名前の由来は鼠小僧次郎吉から。
怪盗帝国の中では最年少。かんしゃく玉のような爆弾を無数に操る火薬のスペシャリスト。盗むことよりも、他人を困らせることや社会を騒がせることが好きな愉快犯型の怪盗。 クラブのマークが印されたネクタイを身につけている。
やや自分勝手な一面が目立つが、アルセーヌには逆らえない。
アニメでは「ホームズ探偵学院」の生徒として潜入している。ゲームと比べて性格が丸くなっており、年相応の愛嬌などが感じられている。ミルキィホームズとは同じクラスであり、彼女らのダメダメっぷりに呆れることもある。
ミルキィホームズに事あるごとに名前を間違えて呼ばれており、特にシャロからは度々「ラビット」と間違えて呼ばれている。アニメ第2期のオープニングの紹介では「ラット（笑）」になっていた。
平乃に「神社の裏でエッチな本を探していそうなタイプ」という印象を持たれている。
トイズ：「発火」
強い火は起こせず、主に爆弾の点火に使う。

### メアリー&ケイト
アニメ『探偵オペラ ミルキィホームズ』より登場する、ふたり一組の怪盗コンビ。名前の由来は、ドゥエイン・スウィアジンスキーのミステリー『メアリー‐ケイト』から。
キャッチコピーは「心はひとつ、体はふたつ」であり、ペアスケーティングのように寄り添い、地面を滑るようにして移動する。「ミルキィホームズ」からは探偵と誤解されている。
怪盗としての実力は優秀であり、同じく怪盗である「怪盗帝国」の「スリーカード」を容易くあしらうほどのトイズと俊足力がある。
自分たちを捨てた男そっくりの「かまぼこ」をつけ狙っていたが、ラットの爆弾から自分たちをかばってくれたかまぼこを見て改心し、彼への復讐はやめることにした。
メアリー
声 - 中原麻衣
青緑色のロングヘアをしている女怪盗。瞳は紫色。上品な雰囲気をしている。
怪盗時は右が赤色で左が黄色のサングラスをかけ、腕にはピンク色のリボンを巻きつけている。ふだんはピンク色のドレスを着ており、紫色のタイツと白い長手袋をつけている。
トイズ：「テクニシャン」
相手の敏感ポイントをみつける。「ヘブンズハイエクスタシーローズピンクビッグダイヤモンドドリーム」と名づけている。
ケイト　
声 - 小林ゆう
茶髪のショートヘアをしている女怪盗。瞳は緑色。ボーイッシュな雰囲気をしている。
怪盗時は黒いサングラスをかけ、首には紫色のスカーフをなびかせている。ふだんは紫色の服を着ており、黄色のスカートとベルトをつけている。
トイズ：「脚力強化」
メアリーを肩に乗せて空高く跳躍したり、トラックの車体を両断する跳び蹴りを放つなどが可能。トイズ使用の際にはチョコレートを摂取する必要がある。

### カラー・ザ・ファントム
『ふたりはミルキィホームズ』より登場の怪盗組織。探偵とのなれ合いを否定し、探偵や怪盗に宣戦布告する。
解散後は、それぞれの道を進んでいる。

#### 上層部
バイオレットシャドウ / 明神川 シオン（みょうじんがわ シオン）
声 - 興津和幸
『ふたりはミルキィホームズ』に登場。
紫怪盗。「カラー・ザ・ファントム」の総帥にして、アリスの兄。
アリスのことが可愛くて仕方がないが、探偵学園に行っていることは快く思っていない。
フェザーズの正体がアリスだと知ったことで悩み、組織を解散しようとするが、偉大な白き堕天使とダークサイドレボリューションによって捕らわれる。
結果として、トイズに取り込まれた偉大な白き堕天使とダークサイドレボリューションを救出し、最終的には怪盗業からやめることを決意した。
トイズ：「翼」
偉大な白き堕天使（いだいなしろきだてんし）
声 - 大坪由佳
白怪盗。バイオレットシャドウの側近の少女で、彼を「お兄さま」と呼ぶ。
ダークサイドレボリューションとともにアニメ第3期の実質的なラスボスにあたるが、トイズが暴走したことで自分たちも取り込まれる。
結果として「フェザーズ」の活躍によって救出され、そのあとは怪盗をやめて新しい居場所をみつけた。
トイズ：「ソウルバインド」
手から出す鎖で相手を縛る。
ダークサイドレボリューション
声 - 高倉有加
黒怪盗。バイオレットシャドウの側近の少年。
偉大な白き堕天使とともにアニメ第3期の実質的なラスボスにあたり、彼女と同様の経緯をたどる。
トイズ：「ギガンティックファントム」
黒い魔神（声 - 山本格）をだす。

#### 構成員
疾風の赤き獅子（しっぷうのあかきしし）
声 - 村田太志
赤怪盗。「疾風の赤き獅子」を名のる、眼鏡をかけ赤いフードをかぶった怪盗。
第1話より登場し、「ミルキィホームズ」にやられたことで復讐しようとするも、「フェザーズ」によって撃退される。
カラー・ザ・ファントムが解散したあとも、怪盗として活動している。
トイズ：「爪」
腕から爪を出し、切り裂いたり攻撃を跳ね返したりできる。
イエローブラックホール / リュウコ・コマツ
声 - 久川綾
黄怪盗。「イエローブラックホール」を名のる、「カラー・ザ・ファントム」の一員。
表向きは「リュウコ・コマツ」の名前でテレビにも出演している有名な探偵で、カラー・ザ・ファントムに探偵ライセンスを奪われて廃業したという設定でいる。
「フェザーズ」を陥れるため、ライセンスに発信機をしかけて自身が襲われるという自作自演を演じていた。
カラー・ザ・ファントムが解散したあとは怪盗業をやめて、ふたたび探偵をめざすようになった。
トイズ：「落とし穴」
スマートフォンの地図で位置をコントロールして、落とし穴をつくる。
鮮烈なる蒼き狩人（せんれつなるあおきかりゅうど）
声 - 大川透
青怪盗。「鮮烈なる蒼き狩人」を名のる、タキシードを着た初老の怪盗。
表の顔は、「フェザーズ」を酷評していたテレビにも出演している怪盗評論家。
カラー・ザ・ファントムが解散したあとも、怪盗として活動している。
トイズ：「分身」
自身の分身をつくりだす。
麗しき破滅の桃（うるわしきはめつのもも） / 十津川 警子（とつがわ けいこ）
声 - 中上育実
10月1日生まれ
『ふたりはミルキィホームズ』より登場。名前の由来は十津川警部シリーズの十津川省三から。
桃怪盗。「麗しき破滅の桃」を名のる女怪盗であり、「カラー・ザ・ファントム」に協力している。明神川シオンの記憶を操作して自分の思いどおりにしようとしている。
表向きは、明智小衣より指導をうけているヨコハマ警察・交通課所属の女性警察官として生活している。
新しい怪盗世界をつくることが目的であり、ほかにも仲間がいるような発言もしている。
カラー・ザ・ファントムが解散したあとも暗躍を止めることはなく、『TD』でも引き続き小衣の助手をしており、歌を盗む怪盗を探そうとしている。
トイズ：「忘却」
眼を見た者の記憶を消す。その能力でトイズを隠し警察官になった。

### モリアーティ一味
かつてシャーロック・ホームズに敗れたモリアーティ教授の復活を目的に掲げて暗躍している怪盗たち。『ミルキィホームズ alternative』シリーズから登場し、アニメ版における最大の敵勢力である。

#### 上層部
モリアーティ教授
声 - 小山力也
シャロの祖父にあたるシャーロック・ホームズ最大の宿敵とされていた最強の怪盗で、森・アーティの祖先でもある。
頭脳明晰であり、ボクシングのチャンピオンでもあるほか、トイズも保有している。
かつてシャーロック・ホームズと何度も敵対していたが、ホームズとの決戦の際に命を落とし、現在はミイラの状態にある。
劇場版『探偵オペラ ミルキィホームズ 逆襲のミルキィホームズ』で森・アーティやエドガー・モラン大佐の暗躍により復活を果たし、過去の世界に出向いてホームズを抹殺し、すべての探偵を消滅させようと目論む。しかし、最終的にはミルキィホームズ、Ｇ4、怪盗帝国、フェザーズの活躍により計画が阻止され、シャロたちの過去を断ち切る決意の前に敗れ去り、再びミイラの状態にされた。
トイズ：「巻き戻し」
時間を3秒戻す。
森・アーティ（もり・アーティ）
声 - 高城元気
アニメ『探偵オペラ ミルキィホームズ』の最終話で初登場。名前の由来はジェームズ・モリアーティから。
冬休みに「ホームズ探偵学院」に入学してきたナゾの転校生。容姿・言動は少女のようだが、男の子のような声をしている。
黒色の髪が特徴であり、黒を基調とした制服を着用しているほか、背中にはかまぼこに似た猫の顔になっているリュックを背負っている。
表向きは礼儀正しく笑顔で接してくる性格だが、たびたび邪悪な本性もみえ隠れしている。
その正体は、かつての最強の怪盗であるモリアーティ教授の子孫であり、今は亡きモリアーティ教授の復活を目論んでいる。
第2期では、「パンドラの壺」に封印されている歴代の怪盗のトイズを手に入れようと目論み、「ミルキィホームズ」をそそのかしてパンドラの壺を開けさせようと暗躍し続け、物語終盤にてパンドラの壺に封印されていた怪盗のトイズの解放に成功し、その中にあった目的のトイズを奪うと、どこかに去っていった。
劇場版『探偵オペラ ミルキィホームズ 逆襲のミルキィホームズ』で再登場を果たし、ついにモリアーティ教授を復活させることに成功する。モリアーティ教授が倒された後もホームズ探偵学院に止まり、今もなお良からぬことを企む表情を見せていた。

#### 構成員
エドガー・モラン大佐
声 - 小川真司（テレビ版）→金尾哲夫（劇場版）
『ミルキィホームズ alternative』シリーズより登場。元ネタは、シャーロック・ホームズシリーズのセバスチャン・モラン大佐。
かつてはイギリス軍に配属されていた軍人であり、「百発百中の狙撃王」と謳われるほどの狙撃の名手だった。しかし、味方の誤爆した攻撃により自らの利き目と右足を失い、帰還したあとも国からは「役立たず」と冷遇されてしまう。その経歴から自国への復讐を誓っており、誤爆をうけたショックで後天的に覚醒した「空気銃」のトイズと、偶然存在を知った「死の大鴉」を使って、大規模なウイルステロを起こそうと画策する。
怪盗キティ・エバンズに5つの絵画を盗ませた張本人。『ONE』の物語の終盤に、逮捕されたキティが5つの絵画の秘密をいおうとした際、口封じとして彼女の頭をトイズの能力によって狙撃し、マザー・グースの『ロンドン橋』を鼻歌で歌いながらその場を立ち去った。
そのあとの『TWO』にて、一連の事件の真犯人として正式に登場し、5つの絵画の秘密をとき明かした小林オペラと「ミルキィホームズ」と対決する。
最後はシャロとリリーの活躍によってウイルステロは未然に防がれたが、自身は仲間の「ナゾの女」とともに逃走した。
劇場版『探偵オペラ ミルキィホームズ 逆襲のミルキィホームズ』で再登場を果たし、モリアーティ教授の復活に尽力するも、フェザーズのトイズの前に敗れ去る。モリアーティ教授が再び倒された後も生存しており、仲間のポーロックやフェルダーと共に何処かへと姿を眩ます。
トイズ：「空気銃」
ポーロック
声 - 伊藤静
劇場版『探偵オペラ ミルキィホームズ 逆襲のミルキィホームズ』で初登場。
モリアーティに忠誠を誓う怪盗。金髪が特徴のグラマラスな美女であり、常に大きなサングラスを着用している。
トイズ：「乳催眠」
豊満な胸で相手を洗脳できるが、女性と子供には通用しない。
フェルダー
声 - 真壁刀義
劇場版『探偵オペラ ミルキィホームズ 逆襲のミルキィホームズ』で初登場。
モリアーティに忠誠を誓う怪盗。基本的に無口な性格。甘いものが好物。
トイズ：「巨大化」
身体の一部を巨大化させる。圧倒的な破壊力を駆使して、偵都「ヨコハマ」の美術館や博物館を襲撃する。

#### その他
キティ・エバンズ
声 - 櫻井浩美
『ミルキィホームズ alternative one』に登場。
アメリカを中心に活動する、銀色の短髪をした女怪盗。「ジョン・アドラー」の描いた5つの絵画を次々と盗みだし、各地で犯行を重ねている。
絵画の5枚目の持ち主の空き家犯行の拠点としていた。しかし、家主がイギリス生まれであるのに対して自分はイギリスの風習を知らないため、疑問に思った小林と「ミルキィホームズ」たちに正体を気づかれる。
結果的にコーデリアの五感強化や、シャロの念力で場所が気づかれ、リリーの液体凍結によって足を滑らせて転倒したところを取り押さえられた。
逮捕後、小林の問いに対して「この世のどの絵よりも計り知れない価値がある」といい放つが、その直後にエドガー・モランによって頭を狙撃されて、怪盗としての記憶をすべて消失し、そのあとはロンドンの病院にて入院することになった。
トイズ：「ステルス」
体を透明化する。このことから「インビジブル・キティ」というふたつ名を持っている。ふたつ名の由来は、正体が不明であることから。犯行の際はこの能力で獲物を盗み、仮に気づかれた場合は麻酔薬入りの香水を吹きかけて眠らせ、その隙に透明化して逃亡する。

### その他の怪盗
アルセーヌ・ルパン
アニメ『探偵オペラ ミルキィホームズ 第2幕』にて、存在が言及されている怪盗。
ヨコハマ探偵博ではパビリオンとして「アルセーヌ・ルパン館」が開設されており、「女王の首飾り」、「鉄仮面」、「30個の棺桶」、「ハートの7のトランプ」、「水瓶」、「王様のラブレター」、「麦わらのストロー」など、アルセーヌ・ルパンにまつわる数々の秘宝が展示されていた。
なお、元ネタはモーリス・ルブランの「アルセーヌ・ルパンシリーズ」に登場する怪盗だが、作中では「ジム・バーネット」との変名で探偵としても活躍しており、探偵博にパビリオンがあっても不思議はない。
ミステール姉妹の先祖であるかどうかは不明。
ラ・ルナール
声 - 葉山いくみ
『ふたりはミルキィホームズ』第5話登場。ブーメランを武器として使う怪盗。
カズミとアリスが出会った老婦人（声 - 宮沢きよこ）の財産を狙っており、ある日を境にカフェのマスターにすり替わり、婦人が幼い頃に里子に出した息子が巡回バスの運転手ムナヤシキトウ（声 - 金本涼輔）だと知ると彼に成りすまし老婦人を誘拐しようとしたが、フェザーズに撃退された。
トイズ：「成りすまし」
相手に自分の姿を別人に認識させる。
ムッシュ・ミラー
声 - 緒方賢一
『ふたりはミルキィホームズ』第8話登場。フランスからきた怪盗。いちど見た技は見切るのが流儀。
フェザーズと姫百合により捕まる。
トイズ：「ミラーリング」
鏡の中に自分の姿を映しだせる。
黄金豹
声 - 大地葉
『アルセーヌ 華麗なる欲望』に登場。名前の由来は江戸川乱歩の小説「黄金豹」から。
豹のマントを付けたゴージャスな大阪美人怪盗。
電人M
声 - 手塚ヒロミチ
『アルセーヌ 華麗なる欲望』に登場。名前の由来は江戸川乱歩の小説「電人M」から。
M字開脚の状態で走行するロボットの怪盗。
人間椅子
声 - 村上裕哉
『アルセーヌ 華麗なる欲望』に登場。名前の由来は江戸川乱歩の小説「人間椅子」から。
中に人間が入った革椅子の怪盗。

## 警察

### Genius4
「ジーニアスフォー」。通称「G4（ジーフォー）」。警察により組織された対怪盗事件捜査チーム。増加する怪盗事件に歯止めをかけるため、試験的に結成された。
小衣、次子、平乃、咲の少女と、彼女たちを指揮する神津により構成されている。トイズを持たないが、それぞれ得意分野をもち、ミルキィホームズ・怪盗帝国双方のライバルである第三勢力。
『ふたりはミルキィホームズ』では、怪盗が出現しないことからデスクワークなどでそれぞれほかの部署に回されている。『TD』でも小衣以外登場しない。
明智 小衣（あけち こころ）
声 - 南條愛乃
13歳 139cm 30kg O型 5月1日生まれ
サブキャラクターの中では出番が多い。名前の由来は明智小五郎から。
Genius4の最年少にしてリーダー。現場などの指揮を主に担当。
金髪のツインテールでリボンをしている。背が低く、子供扱いされると激怒するが、一人称は「小衣」であり言動は子供そのもの。
飛び級で「ハーバード大学」を卒業した天才で、実際にキャリア官僚の国家公務員の地位にあるが、それ故に、度が過ぎるほどに自尊心やプライドの高い自信家。自分より格下だと思った人間は、たとえ年上だったり、一定以上の地位や知名度を持った人物であっても容赦なくタメ口で話す。加えてヒステリックな一面や、わがままなところもある。
神津に対して上司以上の感情を抱いており、神津に関することになると暴走する。一方、前述した性格から神津以外の人間（特に探偵や怪盗）に対しては基本的に、高飛車かつ高慢な態度で接しており、特に自らがライバル視しているシャーロックと、彼女の上官にして神津と親友の間柄である小林の2人に対しては、執拗なまでに対抗意識が強く、一方的に張り合う姿勢を向けている。神津や次子からは度々周囲への横暴な態度を諌められることが多い。
このように棘の強い性格ではあるものの、根はやさしい心をもっており、シャーロック、小林たちに対しても心の底から嫌っているわけではなく、時折「もっと素直になりたい」と思っている節を見せることもある。
アニメでは、常軌を逸したキャラづけが強化され、突っ込みがより容赦がなく、シャーロックが鼻血を出すほどだがヒステリックな一面はみられず、ラットと同様に丸くなって愛嬌がみられるようになっている。アニメ第3話に登場した美術館の仮面（由来は江戸川乱歩の小説「黄金仮面」から）を愛用し、ツッコミや武装として多用するようになった。
『ふたりはミルキィホームズ』では交通課の研修指導をやらされており、十津川とコンビを組んでいる。『TD』でも引き続き十津川とコンビを組んでいる。
以前の一件からアイドルにトラウマを持っているのだが、十津川の催眠術によって（本人は知らぬまま）「花崎マミュ」というアイドルをやらされている。天城茉莉音のファンである。
銭形 次子（ぜにがた つぎこ）
声 - 沢城みゆき
19歳 170cm 55kg O型 9月2日生まれ
名前の由来は銭形平次から。
Genius4の最年長。運転を主に担当している。正規の警察からG4に抜擢された。
チームの事実上のまとめ役であり、小衣のことを叱ったりして諭すことがある。ストレートでシンプルな江戸っ子気質でもある。
髪型は緑色のショートヘア。特技は射撃。占いと猫が好き。「絶対正義」と書かれている銭の形をしたものを身につけている。
運転（または操縦）に免許が必要な乗りものの免許の大半を取得しており、自動車やバイク、船舶やヘリ、ジェット機や空輸機、変わり種として象使い（ラオス国内限定）、果ては宇宙船（他多数）など非常に多く、免許証を紛失した際にはどの免許証がなくなったのかわからないほど（所持している枚数は把握している）。
アニメ版では左胸にほくろがある。
『ふたりはミルキィホームズ』では、総務課でデスクワークをしている。『TD』では、声帯疲労により未参加。
長谷川 平乃（はせがわ ひらの）
声 - 新谷良子
17歳 154cm 44kg B型 1月13日生まれ
名前の由来は長谷川平蔵から。
合わせて50段（ゴスロリ検定を含む）の腕前を持つ武道の天才。現場での接近戦を主に担当。
髪型は黒色のロングヘアでヘアピンをしている。短く詰めた袴やニーソックスのような足袋など、時代がかかったファッションセンスのもち主。なぜかラクロスのスティックを持ち歩いている。
Genius4のなかでは一番の常識人で、おだやかで礼儀正しい性格だが、生真面目で融通が利かない面もあり、すぐに説教をはじめる。
チームのなかで唯一、ほかの3人を「さん」づけで呼ぶ。
アニメでは上記のまじめな一面はみられなくなっている。また、「池波流 長谷川道場」にて稽古をつけるシーンも登場する。
『ふたりはミルキィホームズ』では、人事課でデスクワークをしている。『TD』では、ダイエット中により未参加。
遠山 咲（とおやま さく）
声 - 田村ゆかり
16歳 156cm 41kg A型 4月9日生まれ
名前の由来は遠山金四郎から。
Genius4の情報担当。電子機器の扱いに卓越している。
髪型はピンク色のロングヘアでヘッドフォンをしている。ほかのメンバーに比べて、制服のジャケットの丈が長い。
無口でクールで無表情で、つねに無気力だが、ファッションのセンスにだけはやたらと拘る。
アニメでは上記の無気力感がやや薄れており、ファッションセンスの拘りもみられない。飴をくわえていることがよくあり、これがないと禁断症状に陥ることがある。また、ゲームもしており、休日にセーラー服を着て麻雀を遊んでいるシーンがある。
『ふたりはミルキィホームズ』では、経理課でデスクワークをしている。『TD』では、自分探しにより未参加。
神津 玲（かみつ れい）
声 - 千葉進歩
森脇版アニメでは小林と同様に登場していない。名前の由来は神津恭介から。
Genius4の指揮官兼監督官の男。わずか19歳にして階級は警視。銀髪でメガネをかけている。
小林の同級生にして職務上のライバルであり、彼の過去を知る人物のひとり。
いついかなるときも沈着冷静な態度を損なわない、仕事一辺倒のクールな性格。優秀であるゆえに非常に多忙で、よく出張に行っており、その間の指揮は小衣、監督役は次子にそれぞれ委託する。
シビアで物事に厳しいが 、G4のメンバーのことを大事に考えている。

### その他の警察
ハートリー・クイーン
声 - 中原麻衣
『ミルキィホームズ alternative』シリーズに登場。
スコットランドヤード（ロンドン警視庁）の警部。ロンドンに滞在する小林オペラにとってライバル的な関係であるが、小衣以上に小林に対する敵愾心が強く、ロンドンにやってきたミルキィホームズのことも快く思わず、非協力的な態度を見せる。クレジット表記では「ハートリー・クイーン警部」と階級付きで表記されていた。

## アイドル
『探偵歌劇 ミルキィホームズ TD』より登場するキャラクターたちで、それぞれアイドルとして活動している。作中では、中心的な存在となっている。
天城 茉莉音（あまぎ まりね）
声 - 新田恵海
8月11日生まれ
『探偵歌劇ミルキィホームズTD』の主人公の少女で、長い金髪が特徴。他のだれも歌えない癒しの歌とされている「奇跡の歌」を歌う天才アイドル。
アイドル時は、赤と白と黒を基調として露出の高い衣装を着ており、素足のままロングブーツを履いている。
誠実かつ努力家で、他人にも親切に接する、やさしい心の持ち主。一方で、エレメントとの絆を失う前は「奇跡の歌」に頼りすぎるあまり、自分を見失うことや精神的重圧におびえていた部分もあった。歌怪盗によってエレメントとの絆を奪われたことで歌が歌えなくなってからはバラエティ番組といった他のタレント稼業で食い繋ぎながら、ミルキィホームズたちと共にエレメントとの絆を取り戻す戦いの日々を送る。初めのころは怠惰な行動を取りがちなミルキィホームズたちに苛立ち、彼女たちに不信感を抱いていた。しかし、彼女たちと共に戦う中で、お互いを理解しあったことで、強い絆で結ばれ、最終的にはかけがえのない友人となった。また茉莉音自身もこの戦いの中で精神的に成長を遂げた。
「奇跡の歌」は、6歳の頃に亡くなった母親（声 - 井上喜久子）がよく歌っていたものをアレンジした曲で、幼いころから歌っていた。エンディングで上述の過去が描かれている。
トイズ：「エレメントの擬人化」
優れた歌に込められている歌のエネルギーだといわれている歌の基を、妖精のような姿をした小人たちに実体化させる。
メロディア
声 - 長妻樹里
マネージャーさんに憑いたエレメント。元気がよく活発な性格で、よく他のエレメントを引っ張って遊んでいる。食べること（特にお菓子）が大好き。
ハーモニー
声 - 森永千才（白） / 木村珠莉（黒）
ガノターラ国王子に憑いたエレメント。猫のコスプレをした白と黒の2人組。常に一緒に行動しているが、離れて行動できないわけではない。ただ、二体にとっては一緒にいることが当たり前すぎて、離れて行動しようと思ったことは一度もない。白の性格はキャピキャピしているが、黒の性格はちょっぴりおませ。
シャウト
声 - 高橋未奈美
絹宮サキコに憑いたエレメント。常にロックであることを追い求めるロックな性格だが、判断基準がわりとずれている。
リズミック
声 - 久保ユリカ
キャロル・ドジソンに憑いたエレメント。楽しいことが大好きで、よく他のエレメントにちょっとしたイタズラを仕掛けている。しっかりして性格で、マイペースなエレメントたちの中でまとめ役になることが多いが、本人はその役回りを少し不満に思っている。
ダンシング
声 - 早瀬莉花
天空城ネリマに憑いたエレメント。ボーイッシュな性格。その名の通り踊ることが大好きで、飛べるにもかかわらず、好んでよく歩いたり走ったりしている。
ポエミィ
声 - 吉井彩実
譲崎ネロに憑いたエレメント。俳句からなぞかけやどどいつなどにいたるまで言葉を使った芸術や遊びが大好き。反面、普段は口数が少なく、多く語ることはあまりない。
デクレッシェンド
声 - 井澤詩織
ノワールに憑いたエレメント。ダウナー系な性格だが、自ら他者と関わろうとしないだけで、他者との関係を思っているわけではない。クレッシェンドとは仲がいい。
クレッシェンド
声 - 大西沙織
スカーレット・オハダに憑いたエレメント。自信家。自らのことを「わらわ」と呼び、語尾に「ぞよ」とつけるなど、外見に反し古風な話し方をする。デクレッシェンドがお気に入りで、おとなしい彼女によく話しかけている。
ノブレス
声 - 田澤茉純
オスカーのエレメントで、紅茶に込められたエネルギーを実体化する能力を持つ。高貴な性格で、騎士道精神を重んじている。
アモーレ
声 - 井上喜久子
法条美樹に憑いた「奇跡の歌」の核となる母の姿に似たエレメント。茉莉音は奇跡の歌に縛られていると感じ、美樹を操り、エレメントを切り離させた、事件の元凶。茉莉音が自分なしでも奇跡の歌が歌えると知り、消えていった。
法条 美樹（ほうじょう みき）
声 - 中津真莉
9月11日生まれ
紫色の髪をした少女で、茉莉音と同じ事務所に所属している「BKT10000」のアイドル。
アイドル時は、青と赤と白と黒を基調とした衣装を着ており、黒地のソックスとヒールを履いている。アイドルのトレーニングにいつも失敗していたが、親切に接してくる茉莉音と友だちとなり、彼女を目標と考えるようになった。
茉莉音とは幼馴染であったが、苗字が変わったため茉莉音は気づいていなかった。茉莉音が過去に自分自身と幼馴染であったことに気づいてくれなかったことに対する複雑な感情を抱きながら日々を送る中で、そこをアモーレに付け込まれて憑りつかれ、操られて茉莉音のエレメントを自身のトイズで全て切り離したことで歌怪盗となり、他のアイドルの歌を奪っていった。
カジノ島でのセンターデビューを機会にトップとなり、「奇跡の歌」を歌うことを宣言するが、アモーレから解放された後は、茉莉音と完全に和解し、今までの行いを反省するためかアイドル活動を休止した。
トイズ：「セパレーション」
繋がったものを切り離す。
千田 元子（せんだ もとこ）
声 - 吉井彩実
茶髪をした少女で、「BKT10000」のセンターを務めているアイドル。
努力で勝利することに執着しており、自分にも他人にも厳しく対応している。
茉莉音にはライバル心を抱いて競いあっていたが、茉莉音が歌えなくなったことに失望したため、突如事務所を辞めると出ていった。それ以降は、第11話にて公園でブランコに乗りながらギターを抱えている姿が登場したのみで、物語に一切関わることなくフェードアウトした。

## その他の人物

### ミルキィホームズの仲間
かまぼこ
声 - 下野紘
アニメ『探偵オペラ ミルキィホームズ』の第2話から登場。ゲーム版には登場していないが、オープニングに似たような猫が登場する。
シャロが拾った猫。本来、学生寮はペット禁止だが、アンリエットにより不問とされている。
名前の由来は、シャロいわく「足の毛が白く肉球がピンクのためかまぼこのように見えるから」。
ごぼ天（ごぼてん）
声 - 寺島拓篤
アニメ『探偵オペラ ミルキィホームズ 第2幕』の第1話に登場。
ミルキィホームズらに飼われている雄のニワトリ。朝になると大きな声で鳴く。なお、品種はチャボとされている。
アニメ放送前の『月刊ニュータイプ』では、ごぼ天のことを「かまぼこに続いて登場するミルキィホームズたちの新マスコット」と報じていたが、第2期第1話のラストで炎に包まれる描写があり、第2期第2話の冒頭でミルキィホームズのメンバーが鶏肉を食する場面が挿入された。それ以来長らく登場していなかったが、『サイコの挨拶』エンディングで姿を見せている。

### ミルキィホームズの親族
マリア・グラウカ
コーデリアの2歳年下の妹。通称は「マリー」。
身体が弱く病弱であるが、小さなころから探偵好きであり、探偵顔負けの推理力をみせたこともある。そのため、コーデリアもふつうの人より高い思考能力をもつ。
コーデリアとは逆にいい加減な一面をもつが、根はしっかりしている。コーデリアとの仲はよく、彼女からは溺愛されていた。
手伝人がいることから、家はそれなりに裕福。
トイズの有無は不明だが、将来の夢はコーデリアとともに姉妹で探偵になることだった。
小林オペラの大ファンであり、コーデリアとともに小林に会える日を願っていた。そのあと亡くなっているが、彼女の願いを果たすべくコーデリアは探偵をめざし、「ホームズ探偵学院」の門をたたくことになる。「ミルキィホームズ」のメンバーが出会うきっかけをつくったといえる人物である。
初出は『探偵オペラ ミルキィホームズ 〜overture〜』だが、その後、『探偵オペラ ミルキィホームズ 1.5』でもその存在に言及される。
シャーロック・ホームズ
声 - 諏訪部順一
シャーロック・シェリンフォードの先祖。
アニメ『探偵オペラ ミルキィホームズ』の第9話で、ウィジャボードの「憑依」のトイズにより召喚された。当初はホームズ探偵学院の銅像に憑依したが、のちにシャロに憑依する。
根津を殺害しようとした犯人を突き止めたばかりか、アンリエットが怪盗であることを見抜くなど、華麗な推理を披露する。さらに、憑依対象のシャロのトイズを極限まで引きだすことで、大質量の物体であっても宙に浮かべることができる。
怪盗たちのトイズを壷に封印し、怪盗たちを更生させていた。
なお、子孫とされるシャロの姓は「シェリンフォード」である。先祖と子孫の姓が異なっている理由については、作中では明らかにされなかった。しかし、統括プロデューサーの中村伸行によって、姓が異なる理由についての裏設定の存在が示唆されている。また、シャロはホームズのことを「ホームズおじいちゃん」と呼んでいるが、この呼称が祖父を表すものかは不明。
ネロ・ウルフ
声 - チョー
譲崎ネロの先祖。
アニメ『探偵オペラ ミルキィホームズ』の第9話で、ウィジャボードの「憑依」のトイズにより譲崎ネロに憑依した。シャロック・ホームズが誤って銅像に憑依したため、ほかの3人とともに的はずれな推理で時間をつなごうとする。
エルキュール・ポアロ
声 - 茶風林
エルキュール・バートンの先祖。
アニメ『探偵オペラ ミルキィホームズ』の第9話で、ウィジャボードの「憑依」のトイズによりエリーに憑依した。みずからの姓を冠した「ポアロ探偵学院」が存在する。
なお、子孫とされるエリーの名は「エルキュール」、姓は「バートン」である。統括プロデューサーの中村伸行もエリーとポアロの姓が異なっている点について言及しているが、その理由については特に説明されておらず、作中でも語られていない。
また、エンドクレジットでは、誤って「ネロ」と表記されている。
コーデリア・グレイ
声 - 井上喜久子
コーデリア・グラウカの先祖。
アニメ『探偵オペラ ミルキィホームズ』の第9話で、ウィジャボードの「憑依」のトイズによりコーデリア・グラウカに憑依した。ホームズが誤って銅像に憑依したため、絵描き歌を披露するなどして時間をつなごうとする。
アニメ『探偵オペラ ミルキィホームズ』の第12話では、アルセーヌとミルキィホームズが入り乱れて争っている最中に、コーデリア・グラウカがコーデリア・グレイをふたたび召喚しようとする描写がある。

### 『ふたりはミルキィホームズ』登場の親族
アリスの父 / 怪盗子爵ビスコンテ
声 - 東地宏樹
『ふたりはミルキィホームズ』に登場。アリスの父親。
アリスは知らないが怪盗一族であり、10年前の事件より帝都から姿を消したといわれる伝説の怪盗子爵「ビスコンテ」であった。
アリスの母 / マダム・ビスコンテ
声 - 大原さやか
『ふたりはミルキィホームズ』に登場。アリスの母親。夫同様に怪盗だった。怪盗としてアリスと対峙した際に「昔よりも太っている」と娘に言われる。
カズミの父
声 - 浜田賢二
両親はともに元探偵で、現在も探偵機構に属している。

### 茉莉音の関係者
プロデューサーさん
声 - 川澄綾子
茉莉音のプロデューサーで、茶髪をしたスーツの女。茉莉音の関係者たちのリーダー的存在である。
強気かつサバサバしている性格だが、アイドルたちを深く愛している。
マネージャーさん
声 - 山本亜衣
茉莉音のマネージャーで、黄緑色の髪をした女。
おっとりとした性格のため、スケジュールなどを忘れることが多々ある。シャロに「ホルスタインさん」と言われるほどの巨乳の持ち主。
茉莉音の「エレメント」であるメロディアに憑りつかれたことで、それまでとは打って変わって冷酷な人間となってしまうが、茉莉音たちとミルキィホームズたちがメロディアとの戦いに勝利したことで、結果として元に戻った。

### 各話の人物
アイリーン・ドアラー
声 - 矢作紗友里
アニメ『探偵オペラ ミルキィホームズ』より登場。
遠足中にヨコハマ大樹海で行方不明となった「かわいくて成績優秀な」（父親談）小学2年生。メガネをかけている。埋蔵金を探しに遭難するが、危機的状況下でも動じず、的確な判断をするしっかり者。
小衣を気に入っており、『探偵オペラ ミルキィホームズ サマースペシャル』までに3度誘拐している。また、5歳年上の小衣に対して姉のように接している。
アニメ第2期でも第1話で登場し、第6話では父親（声 - 宮坂俊蔵）とともに再度登場している。『TD』第6話に父親が登場。父親は『ファンファンパーリーナイト♪』ではガチョウを売っていた。
クラリス
声 - 野中藍
アニメ『探偵オペラ ミルキィホームズ』の第6話のゲストキャスト。
マーロ国の王女。自国の財政事情のため、リパ国の王子であるペロと結婚することになっている。
シャロと瓜二つで、変装すると「円周率は3.14」だと知っていること以外には仲間にも区別がつかない。
バカにされていたシャロの面子を立てるなど、配慮ができる性格である。
ペロ・グーリ
声 - 小西克幸
アニメ『探偵オペラ ミルキィホームズ』の第6話のゲストキャスト。
リパ国の王子。マッチョだが、振る舞いは紳士的。
じつはクラリスとの縁談を破談にしたいと思っており、クラリス（と入れ替わったシャロ）に特殊な性癖を要求する。
バスカヴィル
アニメ『探偵オペラ ミルキィホームズ』の第7話にて存在が語られている大富豪。
トイズをなくして探偵から実業家に転じ、死の直前までトイズ復活の研究をしていた。
まだらの紐パンやAKG48のフィギュアなど数多くのお宝を、「怪盗殺し」と呼ばれるトラップだらけの屋敷に秘蔵している。
チェリー画伯（チェリーがはく）
声 - チョー
アニメ『探偵オペラ ミルキィホームズ 第2幕』より登場。
超ヨコハマ美大にて教鞭を執る。エリーにモデルになるよう依頼し、学生らに絵を描かせている。
ポポロMk-II（ポポロマークツー）
アニメ第2期第5話より登場のウォーリー似のロボット。元爆弾処理ロボットでGenius4に貸し出される。
小衣同様にノリツッコミをし、以前暴走して爆弾処理を失敗したこともある。
ミナミ ハルコ
声 - 勝生真沙子 / 歌 - 米倉千尋
アニメ『探偵オペラ ミルキィホームズ 第2幕』のゲストキャスト。
自分のデビュー曲が、ヨコハマ万国探偵博覧会テーマソングに抜擢された新人歌手。幼く見えるマネージャー（声 - 日高里菜）は28歳。
霧吹きジャック（きりふきジャック）
声 - 中本順久
コンプティーク2012年3月号付録のドラマCDに登場。
ブラウスの女性をターゲットにブラウスに霧吹きを吹きかけて肌に張りつかせ、透けさせようとする変質者。
劇中でターゲットとなったエリーは、ブラウスを透けさせられて病院に担ぎ込まれる騒ぎとなった。
再度エリーと対決した際には、またしてもブラウスを透けさせようとしたが、ブラウスを含めたすべての衣類を脱いで全裸になるという奇策を前に「これでは透けさせられない」と愕然となり、そのまま小衣に逮捕された。
モヒカン1、モヒカン2、モヒカン3、モヒカン4
声 - 中本順久（モヒカン1）、竹内想（モヒカン2）、山内あゆむ（モヒカン3）、遠藤広之（モヒカン4）
コンプティーク2012年3月号付録のドラマCDに登場。
ネロいわく「モヒカンで世紀末みたいなバイクに乗った」チンピラ4人組。4人とも台詞の最初に「ヒャッホー」がつく。
ミルキィホームズを誘拐し、ホームズ探偵学院に身代金を要求しようとしたが、追跡してきた小衣とポポロMk-IIによって成敗された。
ハドソン
声 - 一城みゆ希
『ミルキィホームズ alternative』シリーズに登場。元ネタは、シャーロック・ホームズシリーズのハドスン夫人。
ロンドンで小林オペラが暮らす家の大家。
家賃を滞納しがちな小林に頭を痛めており、小林に苦言を呈することもしばしばである。ミルキィホームズの4人やリリー・アドラーが、小林の家で一時的に暮らすのを了承した。
ガノターラ国王子
声 - 高坂篤志
『探偵歌劇 ミルキィホームズ TD』第3話に登場。カレー好きのガノターラの王子。本来は心優しい性格の持ち主だが、ハーモニー（白）とハーモニー（黒）の2人に憑りつかれたことで国民にカレー造りを強要するなど暴走する。ミルキィホームズとのカレー対決で茉莉音にハーモニーが戻ったことで正気に戻った。第9話で茉莉音たちをカジノ島に送ったり、『TD』に登場するゲストキャラクターの中で最も出番が多い。『TD』第12話での様子からキャロル・ドジソンと友人になったようである。
説明ジジイ
声 - 清川元夢
『探偵歌劇 ミルキィホームズ TD』第3話に登場。ガノターラにいる、RPGに出てくるような勝手に説明する老人。
絹宮 サキコ（きぬみや サキコ）
声 - 中島沙樹
『探偵歌劇 ミルキィホームズ TD』第4話に登場。ある洋館にいた一発屋芸能人好きの女性。シャウトに憑りつかれたことで暴走し、一発屋の楽園サキコランドを作ったうえで茉莉音を88人目の一発屋コレクションにしようとしたが、茉莉音の本物のスターの輝きで茉莉音にシャウトが戻った。実は自分も一発屋アイドルだった。
おりしも政子（おりしも まさこ）、ヤス橋 セツ子（ヤスはし セツこ）
声 - 高橋美佳子（政子）、斎藤千和（セツ子）
『探偵歌劇 ミルキィホームズ TD』第4話に登場。サキコランド一発屋水泳大会の司会者とアシスタント。政子は何の一発屋であるかはサキコ以外知らず、セツ子は「ヤス橋名人」と言われた元ゲーマー。
キャロル・ドジソン
声 - 悠木碧
『探偵歌劇 ミルキィホームズ TD』第5話に登場。映画『スパイ・ガール』出演のハリウッドスター。脅迫状が届いているが、リズミックに憑りつかれたことで大人になりたくないという思いが暴走した自作自演だった。実は茉莉音のファンで出演依頼も自身によるものだったが、暴走により映画出演を辞めさせようとした。
スペルブルグ監督
声 - 武虎
『探偵歌劇 ミルキィホームズ TD』第5話に登場。映画『スパイ・ガール』の監督。
天空城 ネリマ（てんくうじょう ネリマ）
声 - 加隈亜衣
『探偵歌劇 ミルキィホームズ TD』第6話に登場。天城茉莉音のモノマネを動画投稿サイトにアップしている自称ファン。ダンシングに憑りつかれたことで、再生数を伸ばすためにF5キーを連打する自作自演をしていた。天空城ネリマはハンドルネームで本名不詳。
天馬 博子（てんま ひろこ）
声 - 藤村歩
『探偵歌劇 ミルキィホームズ TD』第7話に登場。吸血鬼ドラマに出演する、10年以上容姿が衰えることがない「永遠の37歳」と言われる大女優。昔子供を亡くしており、その子がネロにそっくりだったためネロを養子にしようとした。ポエミィのゲームでは笑点風の大喜利司会者を務め、茉莉音の答えを聞いて現実に向き合うことを決意する。
実は亡くなったのは息子のツトムであり、また10年前に養子にしたのはメイドをしている下条のことであった。
下条 マリ（しもじょう マリ）
声 - 大西沙織
『探偵歌劇 ミルキィホームズ TD』第7話に登場。天馬博子の屋敷のメイド。ポエミィのゲームでは座布団運びを担当。実は10年前に養子に来た男子であり、養子縁組を解消してメイドをしていた。
オスカー・フランソワ・トワイライト伯爵
声 - 渡辺明乃
『探偵歌劇 ミルキィホームズ TD』第8話に登場。ロンドン貴族の女主人でありトワイライト社のCEO。紅茶ブレンダーの一族として紅茶のエレメントを受け継いでいたが、何者かに奪われたと思われている。
アンドリュー
声 - 古川慎
『探偵歌劇 ミルキィホームズ TD』第8話に登場。瓶底眼鏡の一見影の薄いオスカーの執事。子供の頃の怪我で視力が低下している。ノブレスに憑りつかれたことで暴走し、甲冑を着て探偵を排除しようとした。
ジャンヌ
声 - 勝生真沙子
『探偵歌劇 ミルキィホームズ TD』第8話に登場。オスカーの叔母で、当主の後釜を狙っている。
ニコラス
声 - 村中知
『探偵歌劇 ミルキィホームズ TD』第8話に登場。オスカーの従弟。
クライネバルト教授
声 - 清川元夢
『探偵歌劇 ミルキィホームズ TD』第8話に登場。高名な紅茶評論家で、社のアドバイザーも務める。車椅子に乗っている。実は小林オペラの変装。
アン・ガーディ
声 - 瀬戸麻沙美
『探偵歌劇 ミルキィホームズ TD』第9話より登場。突如空から降ってきた紫髪のアンドロイドのような少女。「ガーディアン」と名乗るがシャロたちは名前が聞き取れず、アン・ガーディと呼んでいた。天空島の眠りを邪魔するものを排除するのが使命の第六古代文明が作った人造人間であり、任務終了後シャロたちを送り返し天空島で再び眠りについた。
スカーレット・オハダ
声 - 小林由美子
『探偵歌劇 ミルキィホームズ TD』第9話より登場。カジノ島を経営する『赤の女王』と呼ばれる女性経営者。クレッシェンドに憑りつかれたことで暴走し、カジノを使った魔術的なパワーで呼び寄せた第六古代文明人が作ったといわれる天空島にある幸運を招く秘宝石を手に入れるために茉莉音を拉致し利用しようとした。法条美樹の力でクレッシェンドを引き剥がされ正気に戻る。
ノワール
声 - 石松千恵美
『探偵歌劇 ミルキィホームズ TD』第9話より登場。『黒のディーラー』を自称するカジノ島No.2のディーラーでスカーレットの娘。デクレッシェンドに憑りつかれたことで、エレメントをかけて勝負するが茉莉音の幸運に敗れる。その後オハダに絶縁されるが、茉莉音を誘拐したオハダから取り戻すためにミルキィホームズに協力する。
ジャネット
声 - 名塚佳織
『ファンファンパーリーナイト♪』に登場。ケンの妻で夫へのプレゼントを買ったがうっかりガチョウの口の中に入れてしまいミルキィホームズに依頼する。
ケン
声 - 川田紳司
『ファンファンパーリーナイト♪』に登場。ジャネットの夫で髪を売って妻へのプレゼントを買ったがうっかりガチョウの肛門の中に入れてしまいG4に依頼する。
ハゲガチョウ
声 - 山本格
『ファンファンパーリーナイト♪』に登場。アイリーンパパが販売していたガチョウで、ケンとジャネットのプレゼントを突っ込まれたまま石流漱石に売られてしまう。
こけし女将
声 - 本間朋晃
『アルセーヌ 華麗なる欲望』に登場。こけしのような姿の百万葉の湯の女将。声がしわがれている。
先導 アイチ（せんどう アイチ）
声 - 代永翼
『サイコの挨拶』に登場。『カードファイト!! ヴァンガード』の主人公。怪盗帝国にカードを盗まれてしまう。